# Nieuw-Caledonische waaierstaart
De Nieuw-Caledonische waaierstaart (Rhipidura verreauxi) is een zangvogel uit de familie Rhipiduridae (waaierstaarten). 

## Taxonomie
De vogel werd in 1870 door de Franse vogelkundige  Édouard Auguste Marié (1835–1889) beschreven aan de hand van exemplaren die eerder in Nieuw-Caledonië waren verzameld. De naam is een eerbetoon aan de leermeester van Édouard, de natuuronderzoeker Jules Verreaux. Lange tijd werd dit taxon beschouwd als een ondersoort van de zogenaamde "gevlekte waaierstaart" waarin ook de fijiwaaierstaart (R. layardi  met twee ondersoorten) en de vanuatuwaaierstaart (R. spilodera) als ondersoorten.

## Herkenning
De boven genoemde vogelsoorten lijken sterk op elkaar, ze zijn 17 cm lang en hebben allemaal een gestreepte (of gevlekte) borst. De vogels zijn van boven overwegend grijsbruin en hebben een witte wenkbrauwstreep.

## Verspreiding en leefgebied
Deze soort komt voor op Nieuw-Caledonië en de Loyaliteitseilanden (eiland Ouvea uitgezonderd). De leefgebieden liggen in natuurlijk tropisch bos en in montaan subtropisch bos.